# Буренкаас
Бу́ренкаас (нидерл. Boerenkaas — фермерский сыр) — разновидность нидерландского сыра гауда. Отличается от последнего своим ремесленным происхождением (изготавливается на фермах из непастеризованного молока, никогда на крупных промышленных предприятиях), а также бо́льшим периодом созревания — минимум 18—24 месяцев, имеются марки вызревающие в течение более 4 лет.  
Выдержанный 4-летний буренкаас покрыт оранжево-коричневой корочкой, при этом сам сыр желтоватого цвета, светло-льняного оттенка. Сыр плотный, рассыпчатый, обладает ореховым вкусом с горьковатыми нотками эспрессо. Специальная процедура вызревания позволяет избавиться от излишней резкости вкуса, сделать его более изысканным.
Буренкаас в Нидерландах изготавливается очень давно, но отдельным от сыра гауда его стали считать лишь в 1997 году. Несмотря на то, что Нидерланды экспортируют 75% своего сырного производства, бо́льшая часть производства буренкааса остаётся в стране, а не отправляется на экспорт.